# 昇明
昇明（しょうめい）は、南北朝時代、南朝宋の順帝劉準の治世に行われた年号。
477年 - 479年。南朝宋の最後の年号。

## 出来事
- 元年7月：順帝劉準が即位、昇明と改元。
- 3年3月：蕭道成を相国に任じて斉公に封じ、九錫を与える。
- 3年4月：順帝、帝位を斉王蕭道成に禅譲する。宋朝滅亡。

## 西暦・干支との対照表
| 昇明 | 元年  | 2年   | 3年   |
| 西暦 | 477年 | 478年 | 479年 |
| 干支 | 丁巳  | 戊午  | 己未  |

## 北朝の年号
- 北魏：太和元 - 3